# Knihovna města Ostravy
Knihovna města Ostravy, příspěvková organizace, („KMO”) je veřejná knihovna. Zřizovatelem KMO je statutární město Ostrava, z jehož rozpočtu je financována. Jedná se o 3. největší knihovnu v České republice.[zdroj⁠?!] KMO je tvořena Ústřední knihovnou a 28 pobočkami na území statutárního města Ostravy. Knihovní fond obsahuje tištěné knihy, e-knihy, cizojazyčné knihy, regionální fond, audio knihy, hudební CD, DVD, mapy, noty, periodika, stolní hry a tematické kufříky. Knihovna umožňuje bezplatný přístup k české databázi Anopress, do Národní digitální knihovny a jejího segmentu, zpřístupnění Děl nedostupných na trhu (DNNT), mezinárodní databázi Pressreader.

## Současnost knihovny
V ústřední knihovně a pobočkách pracuje osm samostatných oddělení pro děti a mládež, ostatní pobočky poskytují služby společně s oddělením pro dospělé čtenáře. Ústředí a pobočky spolupracují se školami, připravují lekce informačního vzdělávání a tematické besedy, připravují akce k rozvoji čtenářské a mediální gramotnosti. Soustavná pozornost je věnována práci se skupinami sociálně vyloučených a sociálním vyloučením ohrožených uživatelů, především romským dětem. Činnost probíhá v 23 klubech pro předškolní děti a jejich rodiče, v části z nich se setkávají účastníci projektu S knížkou do života / Bookstart. Knihovna se zapojuje do kulturního a společenského dění ve městě, na Výstavišti Černá louka se prezentuje v rámci festivalu Knižní festival Ostrava.
KMO v poskytuje výpůjční služby, tisk, kopírování, skenování, výpůjčky e-knih, rezervaci dokumentů půjčených i odložení volných, informační a poradenské služby, donáškovou službu imobilním čtenářům, MVS neboli meziknihovní výpůjční službu.
Knihy z KMO lze vracet také do knihoboxu u ústřední knihovny, dále u pobočky Hladnovská, Jiřího Trnky, Opavské, Podroužkovy, Vietnamské, V Zálomu, a Dr. Martínka.
Jednotlivé pobočky získávají dotace díky zapojení do projektů obvodních úřadů, KMO jako celek každoročně spolupracuje v projektech statutárního města Ostravy a rovněž na projektech celostátních či mezinárodních. Podílí se na rozvoji počítačové bezpečnosti seniorů jejich vzděláváním. Projekt Paměť Ostravy od roku 2014 soustavně pracuje na sběru vzpomínek Ostravanů, vyšlo již pět tištěných publikací se stejnojmenným názvem.
Od roku 2015 KMO používá automatizovaný knihovní systém Tritius. KMO pracuje od roku 2016 v souladu se Strategii KMO, zpracovanou vždy na tříleté období. V letech 2022–2024 KMO aktuálně pracuje s třetí zpracovanou strategií.
Návštěvnost Knihovny města Ostravy za rok 2024 byla 411 000.[zdroj⁠?!]

### Ústřední knihovna
Ústřední knihovna u Sýkorova mostu je tvořena Půjčovnou pro dospělé, Oddělením pro děti a mládež, a specializovanými odděleními: Anglickou knihovnou (dříve Britské centrum), od roku 2019 Americkým centrem (The American Center), a Zvukovou knihovnou pro nevidomé a slabozraké. Součástí knižního fondu Půjčovny pro dospělé je i fond regionální literatury. 

### Pobočky
Pobočky poskytují výpůjční a informační služby, věnují se práci s komunitami, spolupracují se školami a organizacemi v okolí. Jsou rozděleny územně do čtyř obvodů, každý z nich má obvodní pobočku.

#### Obvod Ostrava 1
- obvodní pobočka Daliborova, Daliborova 9, Ostrava – Mariánské Hory
- pobočka J. Trnky, J. Trnky 10, Ostrava – Mariánské Hory
- pobočka Hošťálkovice, Za Hřbitovem 120, Ostrava-Hošťálkovice
- pobočka Petřkovice, Hlučínská 135, Ostrava-Petřkovice
- pobočka Přívoz, nám. S. Čecha 7, Moravská Ostrava a Přívoz
- pobočka Vítkovice, Kutuzovova 14, Ostrava-Vítkovice

#### Obvod Ostrava 2
- pobočka Bartovice, Bartovická 459/8, Ostrava – Radvanice a Bartovice
- pobočka Heřmanice, Vrbická 133, Ostrava-Heřmanice
- pobočka Kunčičky, Holvekova 44, Ostrava-Kunčičky
- pobočka Michálkovice, Sládečkova 90, Ostrava-Michálkovice
- obvodní pobočka Muglinov, Hladnovská 49, Ostrava-Muglinov
- pobočka Radvanice, Těšínská 307, Ostrava – Radvanice a Bartovice

#### Obvod Ostrava 3
- obvodní pobočka Dr. Martínka, Dr. Martínka 4, Ostrava-Hrabůvka
- pobočka Čujkovova, Čujkovova 1711/13, Ostrava-Zábřeh (otevření pobočky naplánované na začátek roku 2025)
- pobočka Hrabová, Paskovská 31, Ostrava-Hrabová
- pobočka Nová Bělá, Krmelínská 523/305, Ostrava - Nová Bělá
- pobočka Proskovice, Světlovská 2/82, Ostrava-Proskovice
- pobočka Stará Bělá, Mitrovická 3, Ostrava - Stará Bělá
- pobočka V Zálomu, V Zálomu 2948/1, Ostrava-Zábřeh
- pobočka Výškovice, 29. dubna 33, Ostrava-Výškovice
- pobočka Závodní, Závodní 47, Ostrava-Hrabůvka

#### Obvod Ostrava 4
- pobočka Krásné Pole, Družební 576, Ostrava – Krásné Pole
- pobočka Opavská, Opavská 6111, Ostrava-Poruba
- obvodní pobočka Podroužkova, Podroužkova 1663, Ostrava-Poruba
- pobočka Polanka, 1. května 330/160, Ostrava-Polanka
- pobočka Svinov, nám. Dr. Brauna 369/6, Ostrava-Svinov
- pobočka Vietnamská, Vietnamská 1541, Ostrava-Poruba

## Historie knihovnictví a Knihovny města Ostravy
Za nejstarší český čtenářský spolek je na základě dochovaných pramenů označována Občanská beseda v Moravské Ostravě, vzniklá již v roce 1862; starobělská farní čtenářská Beseda sloužila od roku 1867; v roce 1870 byla pak založena Čtenářská beseda ve Františkově Údolí; další významný ostravský spolek Hornicko-čtenářský spolek Salm v tehdy Polské Ostravě vznikl roku 1871. K nejvýznamnějším patřila od roku 1898 spolková Veřejná knihovna a čítárna pro Moravskou Ostravu, která měla přes pět tisíc svazků knih a byla doplňována novými knihami z naší i světové produkce, v roce 1904 vydala seznam knih svého fondu V roce 1899 byl v Polské Ostravě ustaven spolek Veřejná knihovna lidová pro Polskou Ostravu, který v roce 1918 vydal tištěný Seznam knih Veřejné lidové knihovny v Polské Ostravě v rozsahu téměř stovky stran a zveřejnil tak fond knihovny. Pro zdejší menšiny vznikly také knihovny německé, polské a židovské.

### 20.–30. léta 20. století
Na základě Zákona o veřejných knihovnách obecních číslo 430/1919 Sb. ze dne 22. července 1919 ostravští zastupitelé nechali vzniknout v letech 1921–1923 knihovny, které tvoří dnešní jádro KMO. V letech 1919–1921 probíhala jednání se spolky, jejichž knihovny by mohly být základem nově vznikajících veřejných obecních knihoven. Obec Moravská Ostrava dala knihovně k dispozici místnosti německé obecné a občanské školy chlapecké v Hasnerově ulici č. 8 (dnešní Purkyňova ulice), které byly vyhrazeny jak knihovně české, tak německé. Zde knihovna 9. 2. 1921 zahájila svou činnost. Po vzniku Velké Ostravy od roku 1924 přibyly moravské obce s knihovnami: Hrabůvka – zahájena činnost 16. 1. 1921, Vítkovice – zahájena činnost 18. 2. 1921, Moravská Ostrava – zahájena činnost 19. 2. 1921, Mariánské Hory – zahájena činnost 3. 4. 1921, Zábřeh nad Odrou – zahájena činnost v roce 1921, Přívoz – zahájena činnost 4. 5. 1922, Nová Ves – zahájena činnost v roce 1922, Hulváky – zahájena činnost v roce 1923. V roce 1924 vypracován Organizační řád městských knihoven v obvodu sjednocené obce Moravské Ostravy, který stanovil status jednotlivých knihoven a jejich vzájemné postavení. Událostí, která knihovnu působící v industriálním městě se složitými národnostními a vzdělanostními podmínkami jejich obyvatel zařadila mezi významné knihovny v republice, se stal Sjezd československých knihovníků 8.–9. 6. 1924. Sjezd osvětových pracovníků a obecních knihovníků župy moravsko-slezské 9.- 10. 10. 1926 v Ostravě se spoluúčastí knihovny dokládá význam knihovny i mimo město.
Řešení nedostatku prostor pro rozšiřující se ústřední knihovnu přinesla plánovaná výstavba městské spořitelny v centru města, jejíž zástupci již při zpracování architektonického návrhu budovy počítali s umístěním knihovny v křídle novostavby. Slavnostní otevření knihovny proběhlo 9. února 1930, zahajovací řeč pronesl Vojtěch Martínek. Knihovna disponovala v přízemí vstupním prostorem s šatnou pro návštěvníky, také prostornou vzdušnou a světlou půjčovnou, skladištěm. V prvním poschodí byla umístěna rozlehlá studovna s příruční knihovnou a čítárna, od roku 1937 rovněž samostatné oddělení pro mládež. Činnost knihovny byla medializována v denním tisku, odborných periodikách i rozhlase. Po odchodu Bohuslava Šídy z postu vedoucího knihovníka Ústřední knihovny obce Moravská Ostrava jmenoval starosta Moravské Ostravy Josef Chalupník na návrh předsedy Ústřední knihovní rady Rudolfa Tlapáka novým vedoucím knihovníkem Josefa Hrbáče.

### Období 1938–1948
Organizační řád České obecní knihovny v Moravské Ostravě z 30. dubna 1937 vstoupil v platnost 11. března 1938. Předepisoval jednotný způsob odborné práce a znamenal další krok k unifikaci veřejných knihoven v Moravské Ostravě. Knihovna jako největší kulturní instituce zůstala v provozu bez výraznějších omezení i během let 1938–1945. Cíle lidovýchovné práce určovala německá okupační správa. Místo politických stran vzniklo Národní souručenství, které mělo rovněž svůj odbor pro kulturu a osvětu. Z fondů byla vyřazována politicky, světonázorově závadná literatura (např. komunistická) – první oběžník ministerstva školství a národní osvěty po obsazení Československa je datován již 17. březnem 1939. Část vyřazovaného knihovního fondu se podařilo ukrýt a po skončení války se zčásti vrátil zpět. V říjnu 1939 vstoupilo v platnost nařízení o označení knihoven dvojjazyčnými nápisy, povinném vyvěšení obrazů říšského kancléře, odstranění obrazů a bust, které by mohly vzbuzovat pocity sounáležitosti k českému národu a jeho historii. V listopadu 1940 vzniklo v ústřední knihovně hudební oddělení. Od roku 1941 v rámci nového správního uspořádání Ostravy přibyly k stávajícím knihovnám knihovny slezských obcí Heřmanice, Hrušov, Kunčice nad Ostravicí, Kunčičky, Michálkovice, Muglinov, Radvanice, Slezská Ostrava a čtyři moravské obce Hrabová, Nová Bělá, Stará Bělá a Výškovice. Knihovny v Nové Bělé, Výškovicích, Zábřehu a Zárubku byly poničeny bombardováním a osvobozovacími boji. Bezprostředně po skončení války, od 22. května 1945 byla část knihoven připravena k půjčování s již obnoveným fondem a se začátkem nového školního roku 1945/46 knihovna jako celek zahájila činnost pro veřejnost. Po skončení války docházelo k výzvám k očistě knihoven, a to jak od tzv. literárního braku, tak od titulů, jež byly označeny jako politicky závadné.

### Období 1948 – konec 50. let 20. století
Po Únoru 1948 jsou dodávány seznamy knih zakázaných autorů, které musely být vyřazeny, na popud Ústředního výboru Komunistické strany Československa další seznamy k vyřazení v roce 1951 a 1953. V 50. letech se stala jedním z hlavních témat důležitost knihy ve společnosti, v prvé řadě výchova tzv. nového čtenáře. Jednalo se o masové akce, didaktické metody a výchovné postupy, jimiž mělo lidové knihovnictví české čtenáře vychovávat a propagovat mezi nimi novou socialistickou literaturu a získávat je pro komunistické ideály. Od léta 1949 probíhala masová akce nazvaná Fučíkův odznak, která měla zvýšit vzdělanost mladé generace v duchu uvědomělých budovatelů socialismu.
Na základě směrnice z prosince 1950 se knihovna stala Krajskou lidovou knihovnou s 18 pobočkami a ústředím, tvořeným půjčovnou pro dospělé, půjčovnou pro děti, studovnou a čítárnou, hudebním oddělením, oddělením doplňování a zpracování fondů a od roku 1953 přibyl nově metodický kabinet. Byly pořádány literární a hudební večery, besedy v rozhlase, čítárna v parku, do okolních obcí zajížděl bibliobus. Do roku 1952 pracoval Čtenářský klub. V roce 1957 došlo k delimitaci poboček k jednotlivým obvodním národním výborům.

### 60.–80. léta 20. století
Činnost v praxi ovlivňuje nový knihovní zákon O jednotné soustavě knihoven z roku 1959. V roce 1960 vzniká Severomoravský kraj, knihovna přestala být krajskou, v roce 1963 knihovna se opět stala krajskou organizací, a vzniká systém střediskových knihoven – činnost metodického kabinetu řeší teoretické a metodické otázky knihovnictví, v rámci kraje prosazuje racionalizovaný přístup – zavádění a sjednocování pracovních postupů. V roce 1966 v ústřední knihovně vzniká nová služba BIS (bibliograficko-informační služba) s tvorbou kartoték, poté se rozšířila do poboček. Ty jsou v roce 1965 navráceny zčásti zpět ke Knihovně města Ostravy. KMO jako krajská knihovna zpracovává knihovní fond pro všech 31 pracovišť. V roce 1968 je oddělení pro děti a mládež přestěhováno na Tyršovu ulici, kde působí do roku 2005. Dochází k uvolnění atmosféry, knihovny nabízí širší nabídku akcí a služeb, zlepšuje se vybavení knihoven. Od roku 1969 je změněn název na Knihovna města Ostravy, tento je zachován dodnes.
70. léta jsou poznamenána nuceným odchodem některých pracovníků, vyřazováním knih "Z" zakázaných autorů, proměnou fondů, ale také akcí a besed pro školy s normalizační změnou témat. Je sledován poměr půjčených naučných, především politických knih k výpůjčkám beletrie. Ideologie vstupuje do práce knihoven. V roce 1972 je provoz centralizován do čtyř obvodů knihovnických služeb a v ústředí oddělením služeb pro čtenáře, od roku 1973 přestala plnit funkci krajské metodiky, od roku 1978 nezpracovává knihovní fondy pro kraj. KMO vytvořila ucelený program výchovy dětí a mládeže ke kultivovanému čtenářství, k vyhledávání informací z tištěných zdrojů. V roce 1975 vzniklo samostatné oddělení pro mládež. Budova spořitelny začala být pro současnou KMO nedostatečná, opakují se poruchy všech sítí v budově, do budovy zatéká.
Proběhla další centralizace knihoven, od ledna 1980 proběhla reorganizace v rozsahu platném dodnes. Byl zaveden jednotný plán činnosti, jednotná tvorba knihovního fondu a jeho zpracování. Na počátku 80. let KMO sdružovala přes 50 poboček, dvě hudební oddělení, od roku 1985 zvukovou knihovnu pro nevidomé, která zajišťovala zásilkovou službu. Byla zavedena nová služba – donáška knih imobilním čtenářům. Akce připravované pro čtenáře se mírně odklánějí od ideologických témat, pod "nutnými" názvy se skrývají setkání s autory, veřejná čtení, zajímavé hudební pořady. Pracovnice oddělení pro děti a mládež spolupracují se školami všech typů, připravují vzdělávací akce a besedy k posílení čtenářství. Ve druhé polovině 80. let se uvolňuje politická situace, začínají vycházet knihy dříve zakázané. KMO měla knihovní fond s necelým milionem svazků, téměř 60 tisíc registrovaných čtenářů a výpůjčky přes dva miliony knih a periodik. Závěr 80. let proběhl ve znamení Sametové revoluce, vytvoření stávkového výboru a nastupujících změn.

### 90. léta 20. století a přechod do 21. století
90. léta jsou charakteristická především změnou politického a společenského klimatu, což poznamenalo práci knihoven ve všech oblastech. V roce 1990 se KMO stává příspěvkovou organizací statutárního města Ostravy. Redukce dotací a změněné majetkové poměry vedly ke snížení počtu poboček, ke stěhování, ke snížení počtu zaměstnanců, ale také vracení fondů "Z" zpět do půjčování, ideologicky zaměřená literatura byla vyřazována. Od roku 1991 je KMO kolektivním členem obnoveného Svazu knihovníků a informačních pracovníků (SKIP ČR). V roce 1992 KMO získala budovu s pasáží u Sýkorova mostu, kam se stěhovalo ředitelství, provozní a ekonomické oddělení, oddělení doplňování a zpracování fondů a v roce 1993 zde zahájila činnost čítárna. Z budovy spořitelny na náměstí E. Beneše se v období 1996–1997 přesunuly provozy služeb pro veřejnost a od 13. 1. 1997 se obnovily výpůjční služby, nově je k dispozici kopírovací služba. Vznikl útvar informačních technologií a v roce 1997 zahájil postupnou automatizaci interních procesů knihovny (systém KP SYS). Vznikly první webové stránky KMO, byl zpřístupněn veřejný Internet a Intranet pro zaměstnance. V roce 2001 byl v ústřední knihovně zahájen provoz automatizovaného výpůjčního systému, začal se využívat on line elektronický katalog. KMO se zapojuje do systému Caslin Souborný katalog ČR. V následujících letech byly automatizovány další pobočky, od roku 2016 je Knihovna města Ostravy plně automatizovaná, uživatelé mohou s jedním průkazem navštívit kteroukoli z 28 poboček a všechna pracoviště v ústřední knihovně.
Ve Zvukové knihovně pro nevidomé a slabozraké v pobočce Dr. Martínka v Hrabůvce a ve studovně ústřední knihovny byly zavedeny počítače pro práci s Internetem pro nevidomé a slabozraké. Projekt Internetizace knihoven (PIK) zajišťuje postupné připojení všech pracovišť k síti Internet a její bezplatné využívání uživateli.
V roce 2002 vzniklo Britské centrum KMO, bylo rozhodnuto o rekonstrukci ústřední knihovny, v období 2003–2005 ústřední knihovna poskytovala služby v náhradních prostorách pavilonu C Výstaviště Černá Louka. Na podzim 2005 byla rekonstruovaná budova u Sýkorova mostu na ulici 28. října otevřena čtenářům, od roku 2006 se zde pracuje s automatizovaným knihovním systémem Clavius, stejně jako v dalších automatizovaných provozech. V podzemí ústřední budovy jsou umístěny rozsáhlé sklady. V další části budovy sídlí ředitelství KMO a obslužné provozy. Budovu spoluužívá divadlo Komorní scéna Aréna.

### 100 let Knihovny města Ostravy
Rok 2021 je ve znamení oslav prvního otevření knihovny. Probíhá celoroční kampaň Darujme a nechme se obdarovat. Knihovna města Ostravy za podpory statutárního města Ostravy vydala k této příležitosti čtyři ilustrované brožury – skládačky Stoletá historie. Autorem výtvarné části je Václav Šípoš, výtvarník a fotograf. Dalším vkladem je unikátní turistická vizitka rovněž věnovaná stému výročí. Pro uživatele a návštěvníky knihovny byla připravena řada nových služeb.

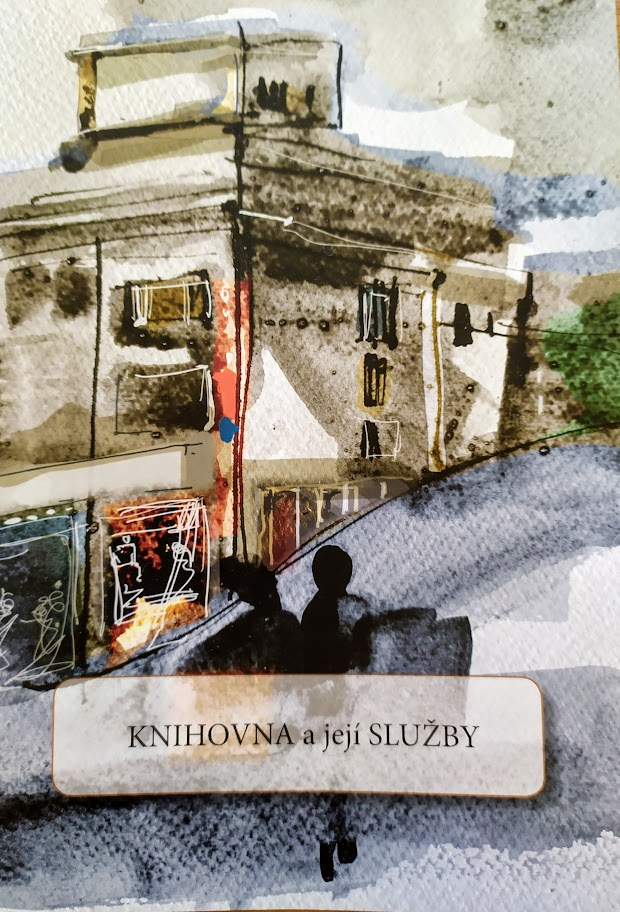
Brožura 100 let
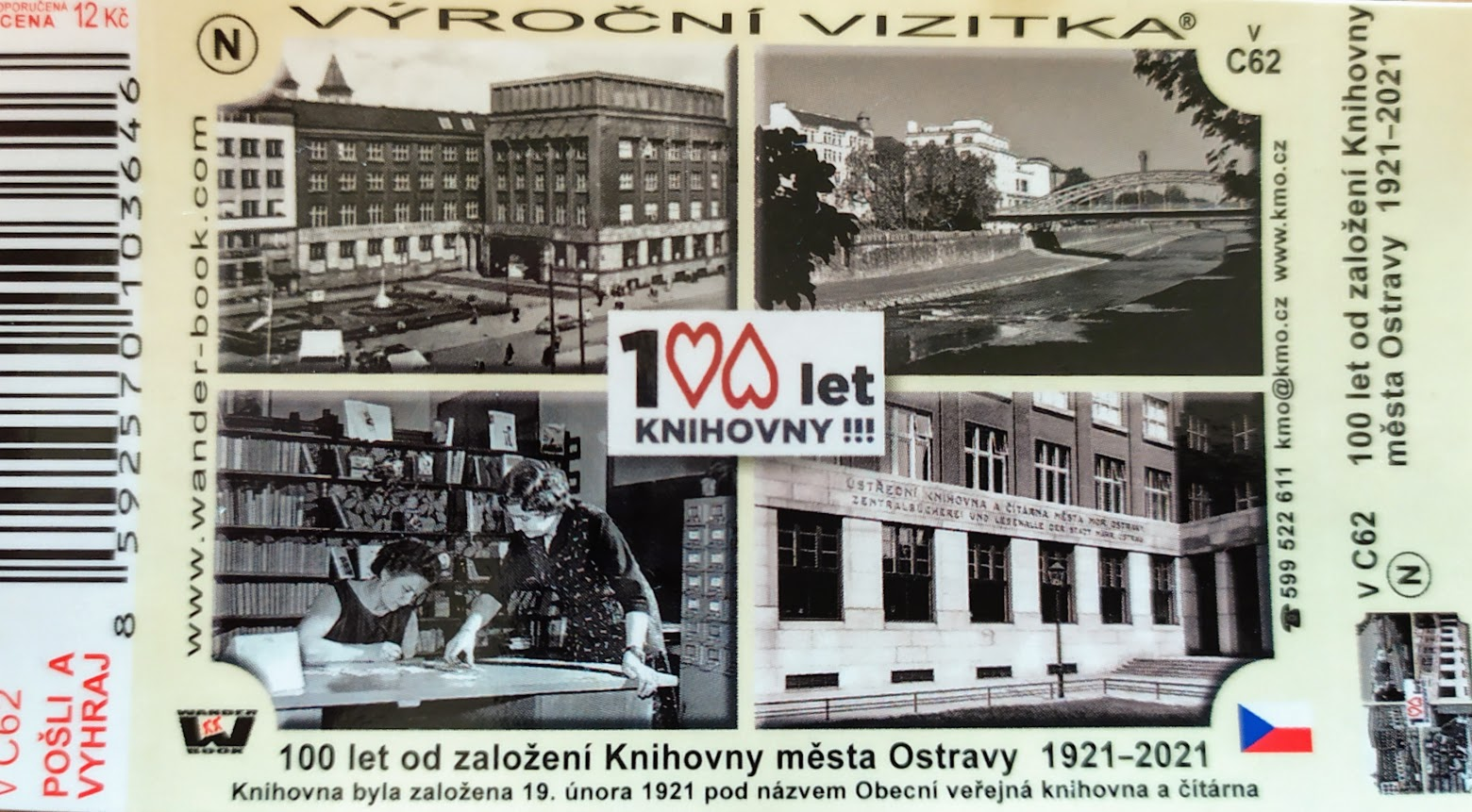
100 let turistická vizitka
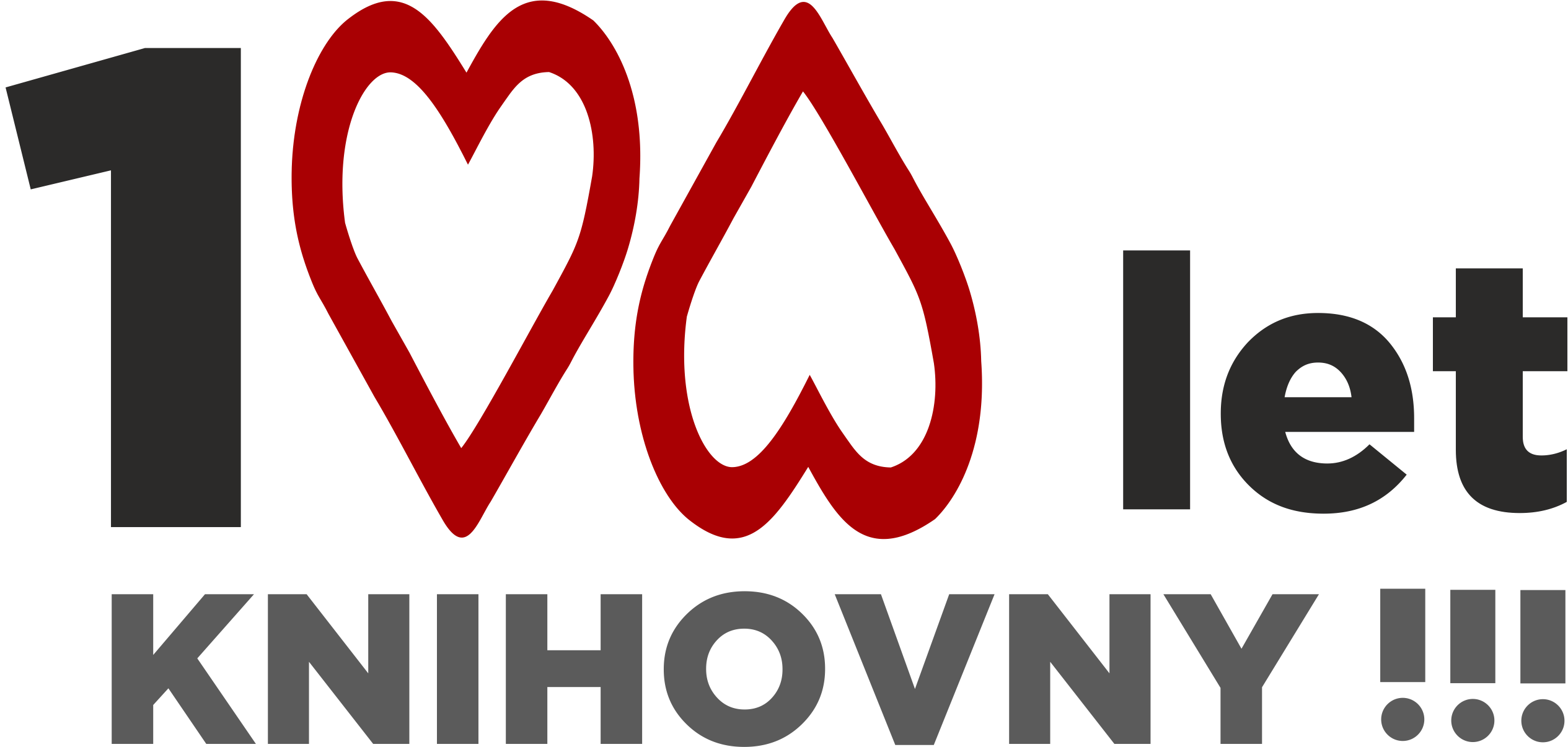
logo k 100. výročí

## Ocenění Knihovny města Ostravy
- 2023 Bibliotheca inspirans pro pobočku Přívoz za upevňování komunity i díky romskému asistentovi Milanu Bindatschovi
- 2023 Standard Handicap Friendly pro oblast přístupnosti osobám se sluchovým postižením[13]
- 2022 Handicap Friendly pro oblast přístupnosti osobám se zrakovým znevýhodněním
- 2021 Standard Handicap friendly pro osoby se zrakovým postižením pro ústřední knihovnu a pobočku Ostrava-Vítkovice, Kutuzovova 14
- 2021 Cena MK ČR Knihovna roku 2021 Zvláštní ocenění za dlouhodobé budování a obnovu sítě poboček
- 2018 Cena MK ČR Knihovna roku 2018 v kategorii Významný počin roku za dlouhodobé poskytování veřejných knihovnických a informačních služeb
- 2015 Standard Handicap friendly pro osoby se zrakovým postižením pro ústřední knihovnu
- 2010 Cena SKIP a Skanska Městská knihovna roku 2010[14]
- 2007 Cena MK ČR Knihovna roku 2007 v kategorii Významný počin v oblasti poskytování veřejných knihovnických a informačních služeb za projekt Romani kereka

### SKIP 10 knihovnice/knihovník roku
- 2018 Bc. Filip Hrazdil
- 2014 Bohdan Volejníček[15][16]
- 2012 Mgr. Šárka Holaňová

## Ředitelé knihovny
| jméno, příjmení | působení od–do | jméno, příjmení    | působení od–do | zdroj  |
| --------------- | -------------- | ------------------ | -------------- | ------ |
| Bohuslav Šída   | 1921–1937      | Josef Kremer       | 1962–1965      | [ 10 ] |
| Josef Hrbáč     | 1937–1945      | Naděžda Ježková    | 1965–1971      | [ 10 ] |
| Oldřich Sedlář  | 1945–1951      | Marie Hýžďalová    | 1972–1978      | [ 10 ] |
| Oldřich Drlík   | 1951–1955      | Šárka Holaňová     | 1979–1990      | [ 10 ] |
| Jan Pečonka     | 1955–1955      | Dana Kupcová       | 1991–1999      | [ 10 ] |
| Jan Rohel       | 1956–1962      | Miroslava Sabelová | 2000-2022      | [ 10 ] |
|                 |                | Irena Šťastná      | 2022-          |        |